# Stathmopoda flavescens
Stathmopoda flavescens is een vlinder uit de familie Stathmopodidae. De wetenschappelijke naam van de soort is voor het eerst geldig gepubliceerd door Kuznetsov.